# جاکومو پوزر
جاکومو پوزر (انگلیسی: Giacomo Pozzer؛ زادهٔ ۱۹ فوریهٔ ۲۰۰۱) بازیکن فوتبال است.
وی همچنین در تیم‌های ملی فوتبال زیر ۱۵ سال ایتالیا، زیر ۱۶ سال ایتالیا، و زیر ۱۸ سال ایتالیا بازی کرده‌است.